# Campeonato Paranaense de Basquete
O Campeonato Paranaense de Basquetebol Profissional é uma competição realizada entre clubes do estado do Paraná, organizada pela Federação Paranaense de Basketball. 
No masculino, já teve como força dominadora o time do Londrina Basquete Clube, comandado pelo treinador Ênio Ângelo Vecchi, que conseguiu nada menos que oito conquistas consecutivas, entre 1996-2003, perdendo a hegemonia para o Keltek Basketball em 2004.

## Campeões Masculinos
| Edição | Ano  | Campeão                                  | Vice                              | Terceiro colocado                 | Quarto colocado                |
| ------ | ---- | ---------------------------------------- | --------------------------------- | --------------------------------- | ------------------------------ |
| 1ª     | 1990 | AA Ingá                                  | Desconhecido                      | Desconhecido                      | Desconhecido                   |
| 2ª     | 1991 | AA Ingá                                  | Desconhecido                      | Desconhecido                      | Desconhecido                   |
| 3ª     | 1992 | AA Ingá                                  | Desconhecido                      | Desconhecido                      | Desconhecido                   |
| 4ª     | 1993 | Liga Desportiva de Ponta Grossa          | Desconhecido                      | Desconhecido                      | Desconhecido                   |
| 5ª     | 1994 | Liga Desportiva de Ponta Grossa          | Desconhecido                      | Desconhecido                      | Desconhecido                   |
| 6ª     | 1995 | Liga Desportiva de Ponta Grossa          | Desconhecido                      | Desconhecido                      | Desconhecido                   |
| 7ª     | 1996 | Londrina Basquete Clube                  | Desconhecido                      | Desconhecido                      | Desconhecido                   |
| 8ª     | 1997 | Londrina Basquete Clube                  | Desconhecido                      | Desconhecido                      | Desconhecido                   |
| 9ª     | 1998 | Londrina Basquete Clube                  | Desconhecido                      | Desconhecido                      | Desconhecido                   |
| 10ª    | 1999 | Londrina Basquete Clube                  | Desconhecido                      | Desconhecido                      | Desconhecido                   |
| 11ª    | 2000 | Londrina Basquete Clube                  | Desconhecido                      | Desconhecido                      | Desconhecido                   |
| 12ª    | 2001 | Londrina Basquete Clube                  | Desconhecido                      | Desconhecido                      | Desconhecido                   |
| 13ª    | 2002 | Londrina Basquete Clube                  | Desconhecido                      | Desconhecido                      | Desconhecido                   |
| 14ª    | 2003 | Londrina Basquete Clube                  | Desconhecido                      | Desconhecido                      | Desconhecido                   |
| 15ª    | 2004 | Keltek Basketball/PetroCrystal(CTBA)     | Desconhecido                      | Desconhecido                      | Desconhecido                   |
| 16ª    | 2005 | Keltek Basketball/PetroCrystal(SJP)      | Desconhecido                      | Desconhecido                      | Desconhecido                   |
| 17ª    | 2006 | União Londrina Basketball                | Desconhecido                      | Desconhecido                      | Desconhecido                   |
| 18ª    | 2007 | Inesul/União Londrina Basketball         | Desconhecido                      | Desconhecido                      | Desconhecido                   |
| 19ª    | 2008 | Inesul/Associação Desportiva Londrinense | Desconhecido                      | Desconhecido                      | Desconhecido                   |
| 20ª    | 2009 | Integrado/FECAM/Campo Mourão             | Maringá                           | Basquete Curitiba/Círculo Militar | Astorga                        |
| 21ª    | 2010 | Integrado/FECAM/Campo Mourão             | Novo Basquete Londrina            | Desconhecido                      | Desconhecido                   |
| 22ª    | 2011 | Maringá Basquete/Usaçúcar                | Integrado/FECAM/Campo Mourão      | Desconhecido                      | Desconhecido                   |
| 23ª    | 2012 | FECAM/Campo Mourão                       | NB Ponta Grossa/CCR RodoNorte     | Desconhecido                      | Desconhecido                   |
| 24ª    | 2013 | FECAM/Campo Mourão                       | NB Ponta Grossa/CCR RodoNorte     | Tittãs/NBC                        | AGB/Faculdade Guairacá         |
| 25ª    | 2014 | FECAM/Campo Mourão                       | NB Ponta Grossa/CCR RodoNorte     | Desconhecido                      | Desconhecido                   |
| 26ª    | 2015 | NB Ponta Grossa/CCR RodoNorte            | Basquete Curitiba/Círculo Militar | Desconhecido                      | Desconhecido                   |
| 27ª    | 2016 | NB Ponta Grossa/CCR RodoNorte            | Campo Mourão Basquete             | Basquete Curitiba/Círculo Militar | Londrina EC/FEL/IPEC           |
| 28ª    | 2017 | NB Ponta Grossa/CCR RodoNorte            | APVE Londrina Basketbal           | Desconhecido                      | Desconhecido                   |
| 29ª    | 2018 | NB Ponta Grossa/CCR RodoNorte            | Pato Basquete                     | Desconhecido                      | Desconhecido                   |
| 30ª    | 2019 | Pato Basquete                            | NB Ponta Grossa/CCR RodoNorte     | VipTech/Campo Mourão              | Londrina/Unicesumar/FEL        |
| 31ª    | 2020 | Pato Basquete                            | VipTech/Campo Mourão/Assercam     | ADRM Maringá                      | Londrina Unicesumar Basketball |
| 32ª    | 2021 | Pato Basquete                            | NB Ponta Grossa/CCR RodoNorte     | ADRM Maringá                      | Desconhecido                   |
| 33ª    | 2022 | Pato Basquete                            | APVE Londrina Basketball          | NB Ponta Grossa/CCR RodoNorte     | Coritiba Monsters Basketball   |
| 34ª    | 2023 | Pato Basquete                            | Liga Desportiva de Ponta Grossa   | Sociedade Thalia                  | APVE Londrina Basketball       |
| 35ª    | 2024 | Pato Basquete                            | Liga Desportiva de Ponta Grossa   | APVE Londrina Basketball          | Sociedade Thalia               |
| 36ª    | 2025 | A disputar                               | A disputar                        | A disputar                        | A disputar                     |

Nota: Os campeões a partir de 1990.

### Títulos por equipe
| Clube                                                 | Campeão | Anos dos Títulos                               |
| ----------------------------------------------------- | ------- | ---------------------------------------------- |
| Londrina Basquete Clube                               | 8       | 1996, 1997, 1998, 1999, 2000, 2001, 2002, 2003 |
| Pato Basquete                                         | 6       | 2019, 2020, 2021, 2022, 2023, 2024             |
| Integrado/FECAM/Campo Mourão                          | 5       | 2009, 2010, 2012, 2013, 2014                   |
| Novo Basquete Ponta Grossa/CCR RodoNorte              | 4       | 2015, 2016, 2017, 2018                         |
| AA Ingá                                               | 3       | 1990, 1991, 1992                               |
| Liga Desportiva de Ponta Grossa                       | 3       | 1993, 1994, 1995                               |
| Keltek Basketball/PetroCrystal (Curitiba)             | 1       | 2004                                           |
| Keltek Basketball/PetroCrystal (São José dos Pinhais) | 1       | 2005                                           |
| União Londrina Basketball                             | 1       | 2006                                           |
| Inesul/União Londrina Basketball                      | 1       | 2007                                           |
| Inesul/AD Londrinense                                 | 1       | 2008                                           |
| Maringá Basquete/Usaçúcar                             | 1       | 2011                                           |

### Títulos por cidade
| Cidade               | Títulos |
| -------------------- | ------- |
| Londrina             | 11      |
| Ponta Grossa         | 7       |
| Pato Branco          | 6       |
| Campo Mourão         | 5       |
| Maringá              | 4       |
| Curitiba             | 1       |
| São José dos Pinhais | 1       |

## Ligações Externas
- Londrina Campeão 2008
- FPRB
- Campo Mourão campeão 2009